# Sahil (métro de Bakou)
Pour les articles homonymes, voir Sahil.
Sahil (anciennement 26 Baki Komissari) est une station de métro azerbaïdjanaise de la ligne 1 du métro de Bakou. Elle est située avenue Bülbül, à l'est du centre de Bakou. Proche du rivage de la mer Caspienne, elle dessert notamment la marina de Bakou.
Elle est mise en service en 1967.
Exploitée par Bakı Metropoliteni, elle est desservie chaque jour entre 6 heures et minuit.

## Situation sur le réseau
Établie en souterrain, la station Sahil est située sur la ligne 2 du métro de Bakou, entre la station İçərişəhər terminus,  et 28 May en direction du terminus Həzi Aslanov.

## Histoire
La station « 26 Baki Komissari » est mise en service le 25 novembre 1967, lors de l'ouverture à l'exploitation de la première section du métro, longue de 6,5 kilomètres, de « Baki Soveti » (renommée depuis İçərişəhər) à Nəriman Nərimanov. Elle est réalisée par les architectes A.S Surkin et M.L. Tolmasyan.
Elle est renommée « Sahil » le 9 avril 1992.

## Service des voyageurs

### Accueil
L'entrée est située sur l'avenue Bülbül et la sortie sur la rue Üzeyir Hacıbəyov.

### Desserte
Sahil est desservie quotidiennement par les rames qui circulent sur la ligne entre 6 heures et minuit.

### Intermodalité
À proximité un arrêt d'autobus est desservi par des bus : lignes 14, 88, 120, 124 et 207.